# Bombardement de l'école d'Oe Htein Kwin
Le bombardement de l'école d'Oe Htein Kwin (birman : ဒီပဲယင်းကျောင်းဗုံးကွဲမှု) est une frappe aérienne menée par la Tatmadaw, l'armée de la Birmanie, le 12 mai 2025, ciblant une école du village d'Oe Htein Kwin, situé dans le canton de Tabayin (en) (également connu sous le nom de Depayin), dans la région de Sagaing, en Birmanie,. L'attaque entraîne la mort de 22 personnes (20 élèves et deux enseignants) et en blesse des dizaines d'autres. L'école est gérée par le mouvement pro-démocratie et est en cours au moment de l'attaque. Les bombardements ont lieu malgré le cessez-le-feu annoncé par la junte militaire.

## Contexte
Depuis le coup d'État militaire de février 2021, la Birmanie connaît une résistance armée généralisée contre le régime militaire. La région de Sagaing, et notamment le canton de Tabayin, est un bastion de la résistance. L'armée birmane multiplie les frappes aériennes pour réprimer l'opposition, ciblant souvent des zones à forte population civile.

## Attaque
Le 12 mai 2025, vers 9 h 0 MMT, un avion de chasse birman MiG-29 mène une frappe aérienne sur une école pro-démocratie du village d'Oe Htein Kwin, larguant deux bombes. L'école est en cours, avec des élèves du primaire au lycée. L'attaque tue jusqu'à 20 élèves et deux enseignants, et blesse plus de 102 personnes. De plus, trois maisons voisines sont endommagées.
En raison de cette attaque, environ 500 habitants du village où vivent environ 300 ménages fuient en quête de sécurité.

## Conséquences
Des témoins oculaires, des travailleurs humanitaires et des figures de l'opposition condamnent l'attaque, accusant l'armée de cibler délibérément des zones civiles afin d'affaiblir le soutien à la résistance. Le gouvernement d'unité nationale de Birmanie (NUG), parti d'opposition, déclare que le bilan des victimes peut s'alourdir et souligne la tendance de l'armée à attaquer les écoles, les hôpitaux et autres infrastructures civiles. Le ministère des Droits de l'homme du NUG condamne le ciblage systématique des enfants par l'armée, le qualifiant de crime de guerre, et appelle à une action en justice internationale et à la pression de l'ONU pour mettre fin à ces attaques. Par ailleurs, un ministre britannique et ambassadeur de Birmanie auprès des Nations Unies, Kyaw Moe Tun, critique la frappe aérienne,.
La chaîne de télévision publique MRTV dément les informations faisant état de la frappe aérienne, affirmant que les forces de l'opposition diffusent de fausses informations et que l'armée s'efforce de maintenir la paix dans la région.